# Kapelle hl. Anna (Fontanella)

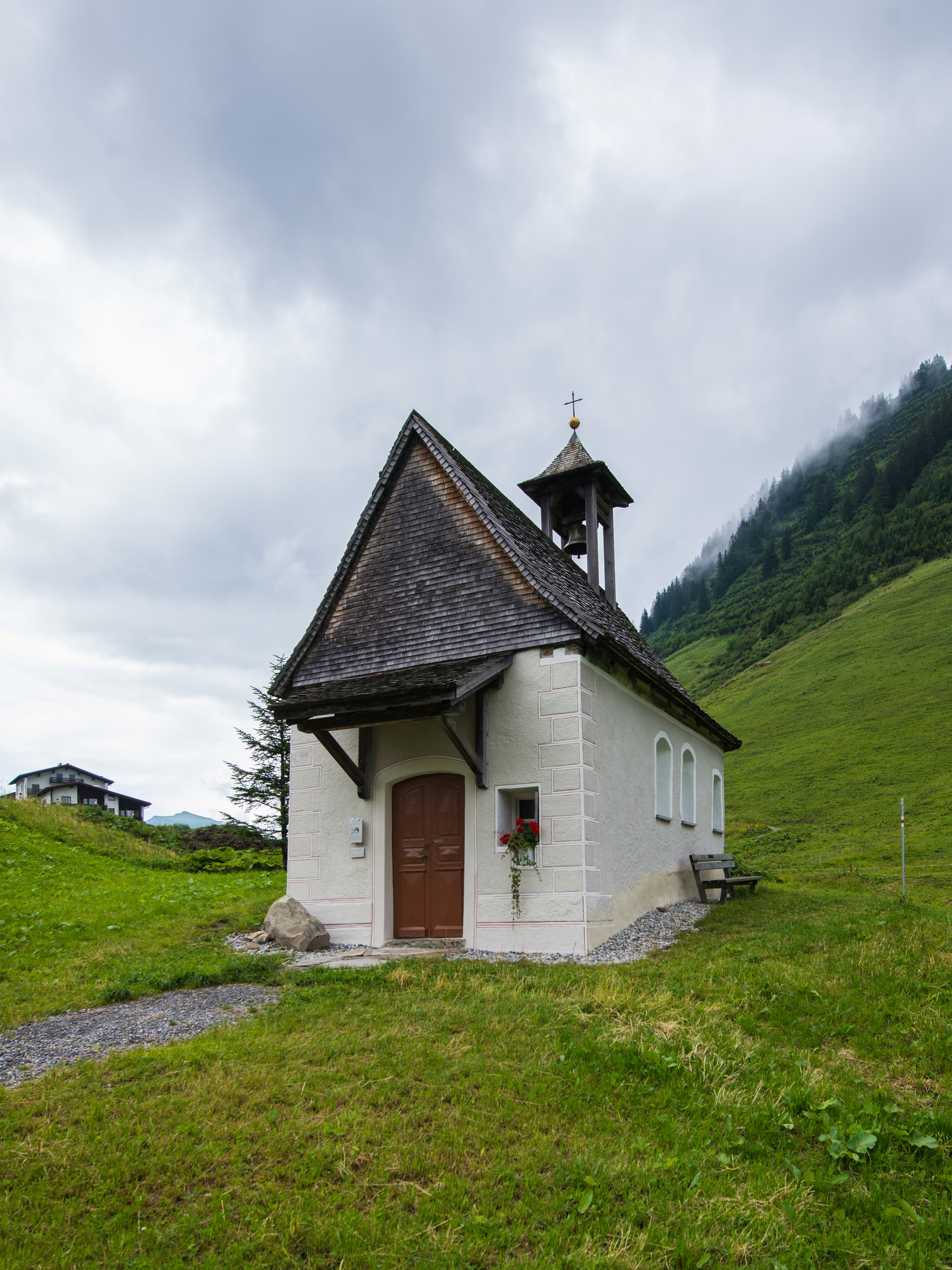
Kapelle hl. Anna in Fontanella im August 2016

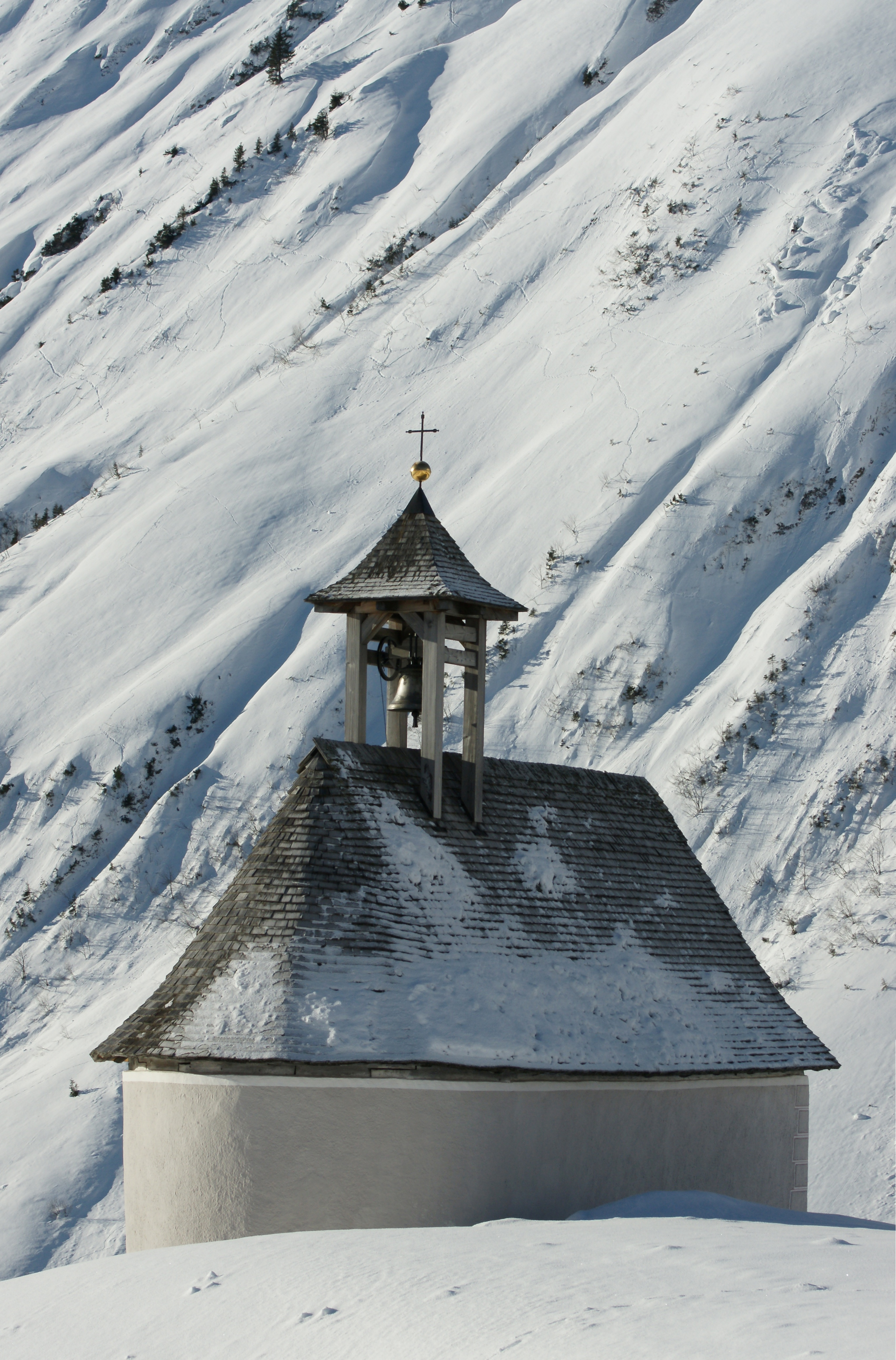
Kapelle im Winter 2009

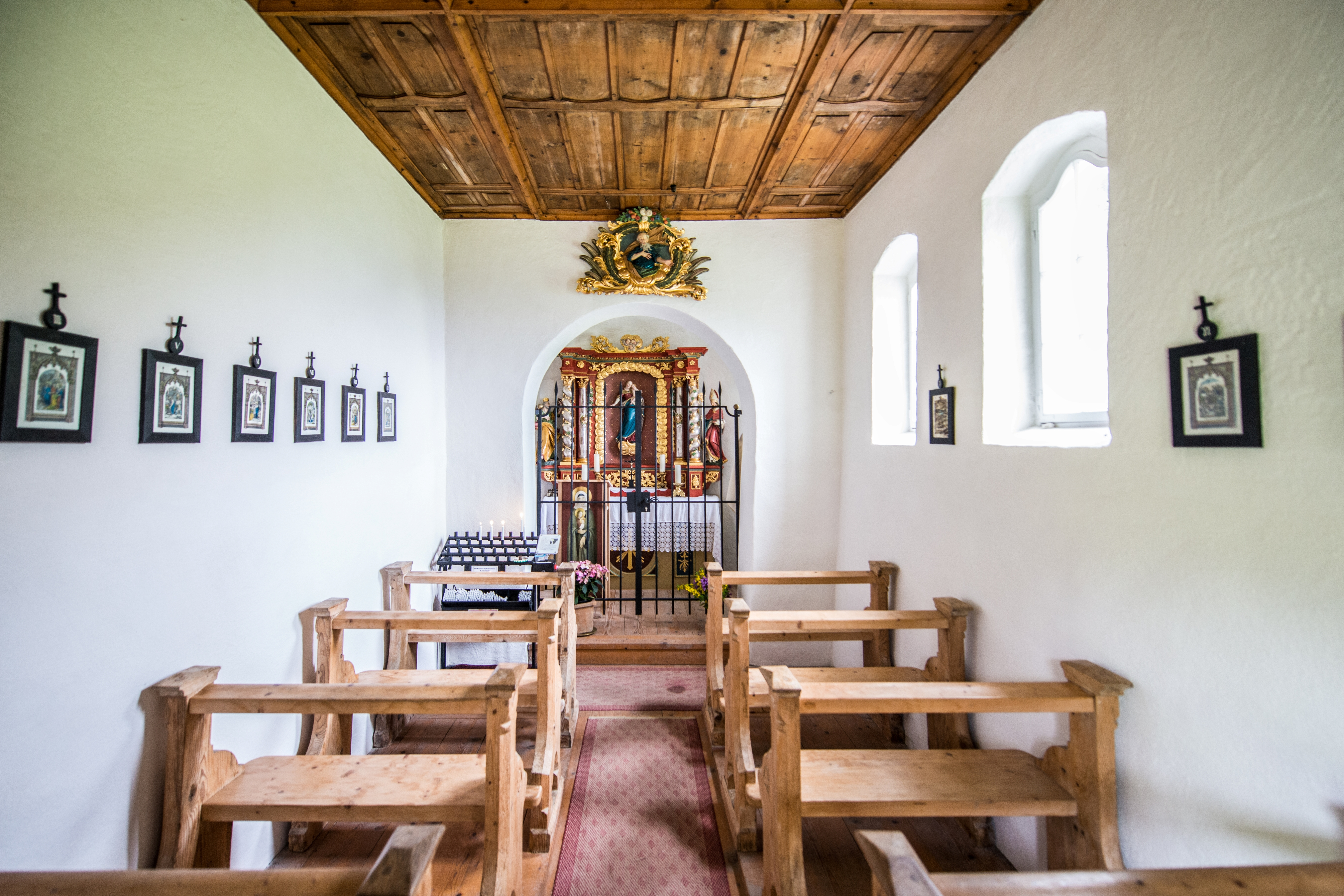
Innenraum der Kapelle

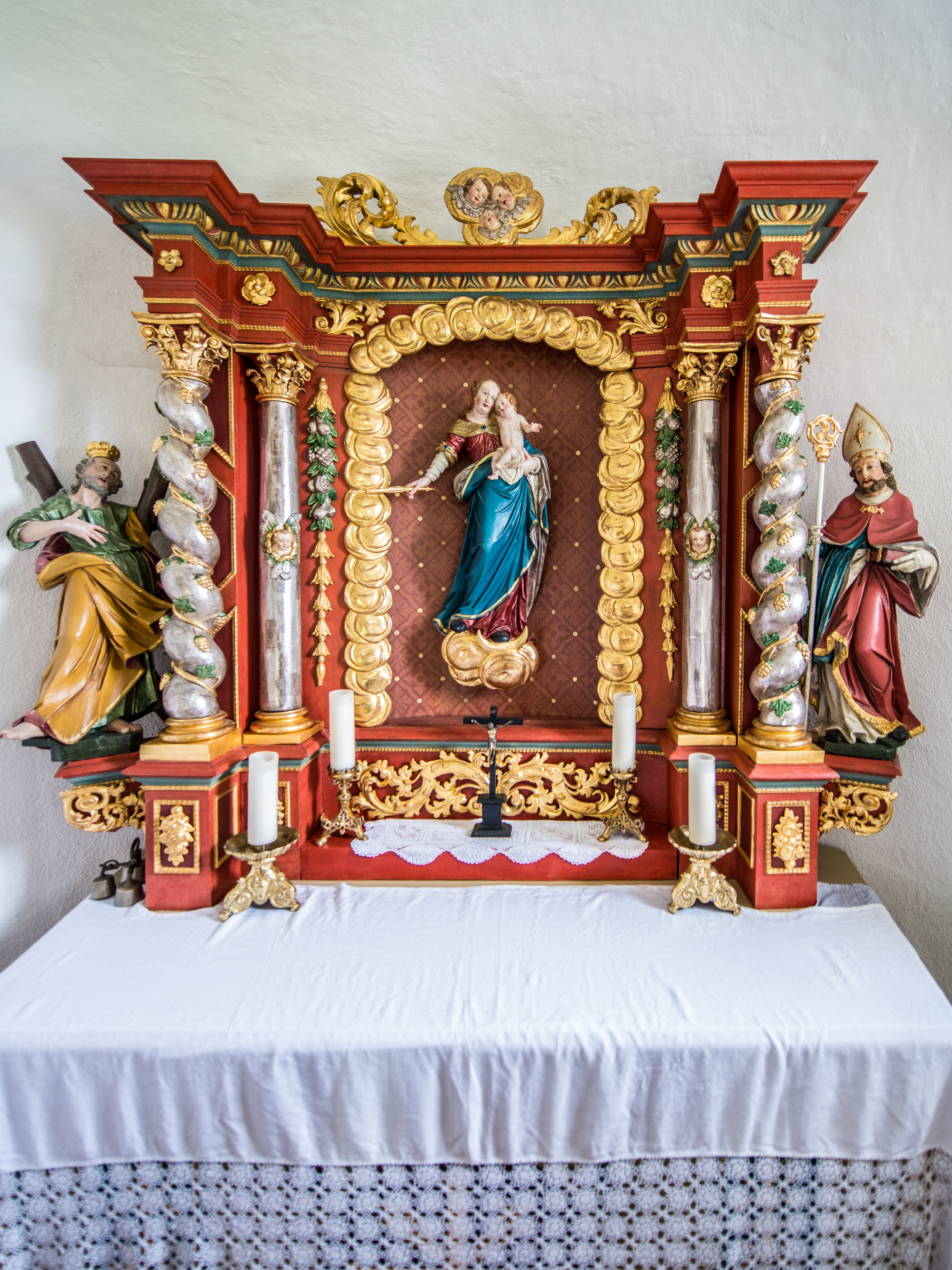
Altar der Kapelle

Die römisch-katholische Kapelle hl. Anna (etwa 1460 m ü. A.) steht im Ortsteil Faschina der Gemeinde Fontanella im Bezirk Bludenz in Vorarlberg. Sie ist der heiligen Anna geweiht und gehört zur Pfarrkirche Fontanella und damit zum Dekanat Walgau-Walsertal in der Diözese Feldkirch. Das Bauwerk aus dem 18. Jahrhundert steht unter Denkmalschutz.

## Geschichte
Die Kapelle wurde um 1700 (oder 1717) von Josef Hartmann (1662–1732) gestiftet. Hartmann stammt aus einer in Faschina ansässigen Bauernfamilie und war im Laufe seines Lebens in verschiedensten Positionen, unter anderem als Jurist, Richter und Stadtrat tätig und zweimal war er Bürgermeister von Wien.
Die Kapelle wurde 1951/52 restauriert.

## Architektur

### Außenbeschreibung
Es handelt sich um einen Bau mit rechteckiger Grundform und Südwest/Nordost-Ausrichtung mit grauem Außenverputz und einem Vordach, das etwas abseits des heutigen Zentrums der Siedlung Faschina an der Faschina Straße (L 193) steht. Der einfache rechteckige Glockendachreiter auf dem geschindelten steilen Satteldach mit rechteckigem Giebelspitzhelm befindet sich etwas aus der Mitte gesetzt nordöstlich. In der Fassade sind nur südöstlich (bergabgewandt) zwei Rundbogenfenster. Die Westgiebelfassade ist beschindelt.

### Innenbeschreibung
Die Kapelle ist innen einfach gestaltet mit einer geraden Holzdecke mit langgezogenen schlichten Kassetten (Holzfelderdecke). Der markant eingezogene rundbogige Chorbogen grenzt den Altarraum deutlich vom Betraum ab und ist zusätzlich noch mit einem Metallgitter abgeschottet. Der Chorraum ist gewölbt und befindet sich nordöstlich. Der überwiegend rot-goldene, viersäulige, kleine Altaraufbau stammt aus dem Barock, etwa um 1700. Vor dem Altar steht ein Pult, welches die hl. Anna mit Maria zeigt und aus dem 19. Jahrhundert stammt. In der Mitte des Altars befindet sich eine Statue der Maria mit Kind, links des hl. Andreas und rechts des hl. Nikolaus. Über dem Chorbogen eine Akanthuskartusche mit Relief Gottvater aus der Zeit um 1700.